# Slovenia Open
Slovenia Open este un turneu profesionist de tenis feminin desfășurat la Portorož, Slovenia.  În anii 2005–2010, a avut loc sub numele Banka Koper Slovenia Open și ulterior a fost anulat. A fost reînnoit în sezonul 2021 și a intrat în categoria WTA 250 în circuitul WTA Tour. Se joacă pe terenuri cu suprafață dură în aer liber.

## Rezultate

### Simplu
| An                    | Campionă           | Finalistă               | Scor                    |
| ↓ Tier IV ↓           | ↓ Tier IV ↓        | ↓ Tier IV ↓             | ↓ Tier IV ↓             |
| --------------------- | ------------------ | ----------------------- | ----------------------- |
| 2005                  | Klára Koukalová    | Katarina Srebotnik      | 6–2, 4–6, 6–3           |
| 2006                  | Tamira Paszek      | Maria Elena Camerin     | 7–5, 6–1                |
| 2007                  | Tatiana Golovin    | Katarina Srebotnik      | 2–6, 6–4, 6–4           |
| 2008                  | Sara Errani        | Anabel Medina Garrigues | 6–3, 6–3                |
| ↓ WTA International ↓ |                    |                         |                         |
| 2009                  | Dinara Safina      | Sara Errani             | 6–7(5–7), 6–1, 7–5      |
| 2010                  | Anna Chakvetadze   | Johanna Larsson         | 6–1, 6–2                |
| 2011–20               | Nu s-a ținut       | Nu s-a ținut            | Nu s-a ținut            |
| ↓ Turneu WTA 250 ↓    |                    |                         |                         |
| 2021                  | Jasmine Paolini    | Alison Riske            | 7–6(7–4), 6–2           |
| 2022                  | Kateřina Siniaková | Elena Rîbakina          | 6–7(4–7), 7–6(7–5), 6–4 |

### Dublu
| An                    | Campioane                                         | Finaliste                                   | Scor              |
| ↓ Tier IV ↓           | ↓ Tier IV ↓                                       | ↓ Tier IV ↓                                 | ↓ Tier IV ↓       |
| --------------------- | ------------------------------------------------- | ------------------------------------------- | ----------------- |
| 2005                  | Anabel Medina Garrigues Roberta Vinci             | Jelena Kostanić Katarina Srebotnik          | 6–4, 5–7, 6–2     |
| 2006                  | Lucie Hradecká Renata Voráčová                    | Eva Birnerová Émilie Loit                   | w/o               |
| 2007                  | Lucie Hradecká (2) Renata Voráčová (2)            | Andreja Klepač Elena Likhovtseva            | 5–7, 6–4, [10–7]  |
| 2008                  | Anabel Medina Garrigues(2) Virginia Ruano Pascual | Vera Dushevina Ekaterina Makarova           | 6–4, 6–1          |
| ↓ WTA International ↓ |                                                   |                                             |                   |
| 2009                  | Julia Görges Vladimíra Uhlířová                   | Camille Pin Klára Zakopalová                | 6–4, 6–2          |
| 2010                  | Maria Kondratieva Vladimíra Uhlířová (2)          | Anna Chakvetadze Marina Erakovic            | 6–4, 2–6, [10–7]  |
| 2011–20               | Nu s-a ținut                                      | Nu s-a ținut                                | Nu s-a ținut      |
| ↓ Turneu WTA 250 ↓    |                                                   |                                             |                   |
| 2021                  | Anna Kalinskaya Tereza Mihalíková                 | Aleksandra Krunić Lesley Pattinama Kerkhove | 4–6, 6–2, [12–10] |
| 2022                  | Marta Kostiuk Tereza Martincová                   | Cristina Bucșa Tereza Mihalíková            | 6–4, 6–0          |